# 褐鸭
，是雁形目鸭科的一种鸟类。

## 特征
褐鸭体重约499.09克，翼长约196.6毫米，嘴峰长约42.7毫米，喙宽度约18.2毫米，喙厚度约14.2毫米，跗蹠长约35.6毫米，尾长约77.8毫米。褐鸭在其分布区内为留鸟，其栖息在开放的湖泊、沼泽等湿地环境中，食性为草食性，主要食物来源是水生植物。

## 分布
新西兰及其离岛。